# Апанасевич, Павел Андреевич
Павел Андреевич Апанасевич (бел. Павел Андрэевіч Апанасевіч; род. 14 июля 1929, д. Староселье, Витебская область) — советский и белорусский физик, академик АН Белорусской ССР (1984; член-корреспондент с 1980). Доктор физико-математических наук (1974), профессор (1977). Заслуженный деятель науки Республики Беларусь (1995).

## Биография
Апанасевич родился в деревне Староселье (ныне — Докшицкий район, Витебская область) в крестьянской семье. После окончания БГУ в 1954 году работал в Институте физики, где стал одним из первых учеников академика Б. И. Степанова. В 1958 году он защитил кандидатскую диссертацию, в 1968 году возглавил Лабораторию нелинейной спектроскопии (до 1994 года), читал лекции в БГУ. В 1978 году Апанасевич был назначен заместителем директора института по научной работе. После смерти Б. И. Степанова в 1987 году стал директором и занимал этот пост до 1998 года, с тех пор состоит Почётным директором института.
Под руководством Апанасевича защищены 23 кандидатских и 9 докторских диссертаций. До 2018 года он возглавлял Совет по защите диссертаций при Институте физики НАН Беларуси.

## Научная деятельность
Научные работы Апанасевича связаны с лазерной физикой, нелинейной оптикой и спектроскопией, теорией взаимодействия света с веществом. На основе квантовой теории излучения предложил новый критерий классификации вторичного излучения (1957). Одним из первых начал широко использовать метод матрицы плотности при рассмотрении вопросов взаимодействия света с веществом, обосновав использование балансных кинетических уравнений. В 1963 г. им обнаружен эффект расщепления на три компоненты спектра спонтанного испускания двухуровневой системы, возбуждаемой мощным резонансным излучением; позже показал, что и спектр поглощения двухуровневой системы может расщепляться на три компоненты (в англоязычной литературе это явление обычно обозначают термином «триплет Моллоу»). Рассмотрел немарковские эффекты при воздействии мощного лазерного излучения на частицы вещества. Внёс большой вклад в разработку теории параметрического рассеяния света (в частности, четырёхфотонного) и обращения волнового фронта. В области лазерной и нелинейной оптики выделяются работы по теории комбинационного рассеяния света, генерации сверхкоротких лазерных импульсов, процессам синхронизации лазерных мод, двухфотонному поглощению света, светоиндуцированной дифракции.

## Награды
- Государственная премия БССР (1978, за цикл работ «Спектрально-оптические свойства вещества в поле мощного лазерного излучения»)
- Орден «Знак Почёта» (1979)
- Государственная премия СССР (1982, за цикл работ «Физические основы динамической голографии и новые методы преобразования пространственной структуры световых пучков»)
- Орден Почёта (2010)
- Премия НАН Беларуси имени академика Б.И. Степанова (2013)
- Специальная премия Президента Республики Беларусь (2015, за значительный вклад в сохранение национальных духовных традиций и создание визуальных образов православных святынь с помощью голографических технологий)[1]

## Работы
- Степанов Б.И., Апанасевич П.А. О классификации вторичного свечения // Доклады АН СССР. — 1957. — Т. 116, №  5. — С. 772–775.
- Апанасевич П.А., Айзенштадт В.С. Таблицы распределения энергии и фотонов в спектре равновесного излучения. — Минск: Изд-во АН БССР, 1961.
- Апанасевич П.А. Зависимость контура и ширины спектральных линий от мощности и частоты возбуждающего излучения // Оптика и спектроскопия. — 1964. — Т. 16, №  4. — С. 709–711.
- Апанасевич П.А. Основы теории взаимодействия света с веществом. — Минск: Наука и техника, 1977.
- Апанасевич П.А. Развитие лазерной физики в Белоруссии // УФН. — 2004. — Т. 174, №  10. — С. 1128–1131. — doi:10.3367/UFNr.0174.200410k.1128.